# NGC 2955
NGC 2955 é uma galáxia espiral (Sb) localizada na direcção da constelação de Leo Minor. Possui uma declinação de +35° 52' 58" e uma ascensão recta de 9 horas, 41 minutos e 16,4 segundos.
A galáxia NGC 2955 foi descoberta em 28 de Março de 1786 por William Herschel.